# كيث سكوت
كيث سكوت (بالإنجليزية: Keith Scott)‏ (9 يونيو 1967 في المملكة المتحدة - ) هو لاعب كرة قدم بريطاني في مركز الهجوم. لعب مع ستوك سيتي وسويندون تاون وكولتشستر يونايتد ونادي بورنموث ونادي ريدنغ ونادي واتفورد ونورويتش سيتي ونادي سكاربورو ونادي غيتزهد ولينكولن سيتي أف سي ونادي تاموورث وHinckley Athletic F.C. ‏ وليه جنيسيس ‏ وهنكلي يونايتد ‏ ونادي دوفر أتليتيك وBedworth United F.C. ‏ وداغنهام وريدبريدج وويكمب وندررز وWindsor & Eton F.C. (1892) ‏ ونادي نورثوود لكرة القدم وLeicester United F.C. ‏ ونادي بوسطن يونايتد.

## وصلات خارجية
- كيث سكوت على موقع قاعدة بيانات كرة القدم.إي يو (الإنجليزية)
- كيث سكوت على موقع Soccerbase.com (لاعب) (الإنجليزية)
- كيث سكوت على موقع عالم كرة القدم.نت (الإنجليزية)